# Mpwapwa (Distrikt)
Mpwapwa ist ein Distrikt der Region Dodoma in Tansania. Das Verwaltungszentrum ist die gleichnamige Stadt Mpwapwa. Der Distrikt grenzt im Norden an den Distrikt Kongwa, im Osten an die Region Morogoro, im Süden an die Region Iringa und im Westen an den Distrikt Chamwino.

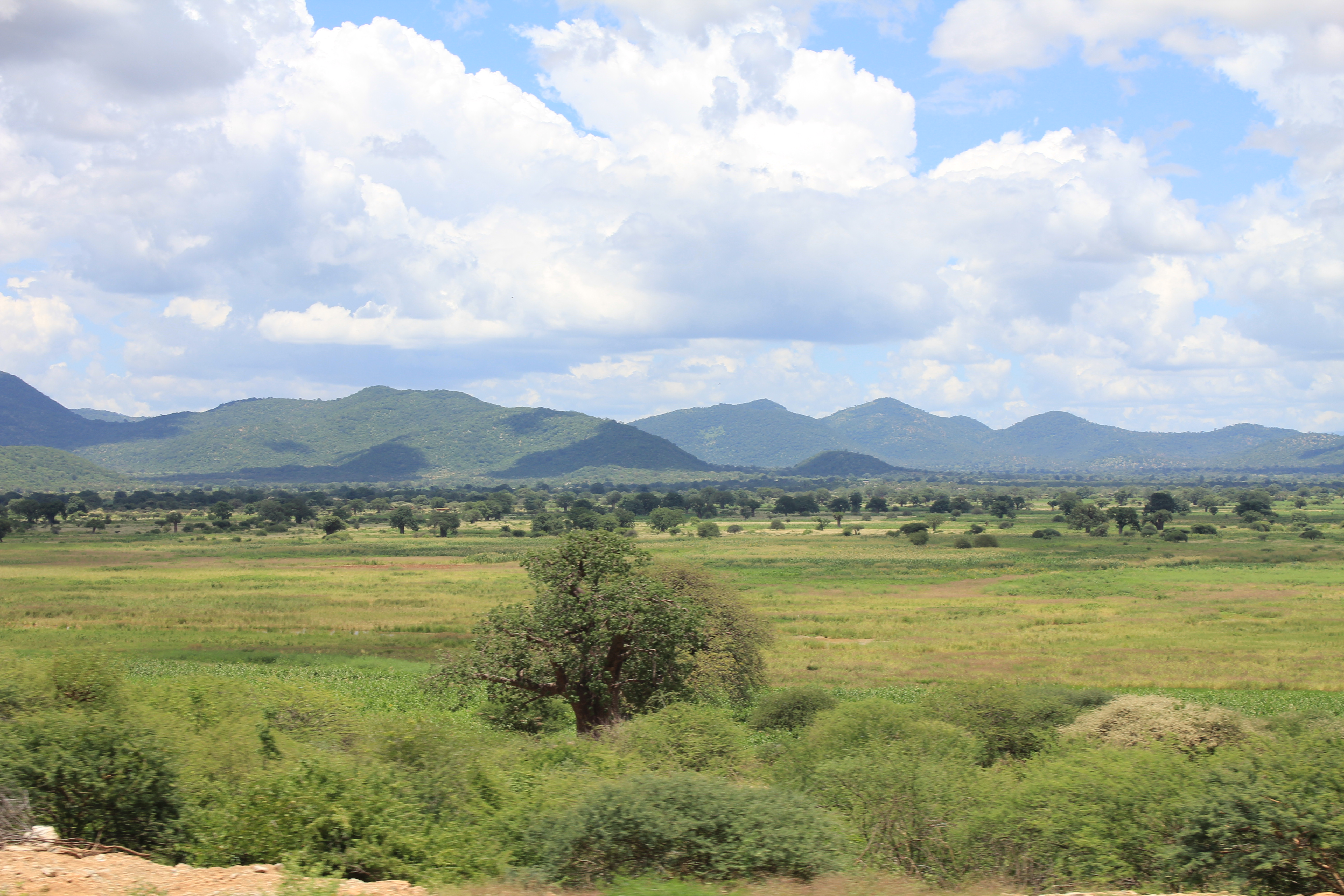
Landschaft in Mpwapwa

## Geographie
Der Distrikt hat eine Fläche von 7479 Quadratkilometern und 403.247 Einwohner (Volkszählung 2022). Das Land liegt in einer Höhe von 900 bis 1200 Metern über dem Meer. Es wird von mehreren kleinen Gebirgsketten mit teilweise steilen Hängen durchzogen. Die bedeutendsten Berge sind Kiboriani, Wotta, Lufu, Mbuga und das Mang’aliza Gebirge. Der größte Fluss ist der Ruaha, der die Südgrenze bildet. Der nördliche Teil wird durch den Fluss Wami entwässert. Das Klima ist abhängig von der Höhenlage. In der Hauptstadt, die 1022 Meter hoch liegt, gibt es lokales Steppenklima, BSh nach der effektiven Klimaklassifikation. In der Regenzeit, die von Dezember bis April dauert, fallen 600 bis 1200 Millimeter Regen im Jahr, im Gebirge mehr als in den tiefen Zonen. Die Monate Juni bis September sind sehr trocken. Die Jahresdurchschnittstemperatur hängt ebenfalls von der Höhenlage ab, sie liegt zwischen 15 und 22 Grad Celsius.

## Geschichte
Im Jahr 1876 erreichte der englische christliche Missionar George Clark Mpwapwa. Als Distrikt eingerichtet wurde Mpwapwa im Jahr 1963 im Zuge der Gründung der Region Dodoma. Im Jahr 1995 wurde Kongwa als eigener Distrikt abgetrennt.

## Verwaltungsgliederung
Der Distrikt ist in die vier Divisionen Mpwapwa, Mima, Kibakwe und Rudi gegliedert und besteht aus 30 Bezirken (Wards, Stand 2012):
- Mazae
- Ving'hawe
- Matomondo
- Kimagai
- Kibakwe
- Lumuma
- Luhundwa
- Massa
- Ipera
- Rudi
- Mlunduzi
- Wotta
- Mima
- Berege
- Chunyu
- Mbuga
- Godegode
- Mpwapwa Mjini
- Lupeta
- Gulwe
- Nghambi
- Chitemo
- Iwondo
- Kingiti
- Lufu
- Pwaga
- Galigali
- Mtera
- Chipogoro
- Malolo

| Von der Volkszählung 2012 bis 2022 gab es einen jährlichen Bevölkerungszuwachs von 2,8 Prozent. \| Volkszählung \| Einwohner \| \| ------------ \| --------- \| \| 1988 \| 176.051 \| \| 2002 \| 253.602 \| \| 2012 \| 305.056 \| \| 2022 \| 403.247 \| Die größte ethnische Gruppe sind die Gogo, der rund vierzig Prozent der Bevölkerung angehören. Daneben gibt es auch Kaguru and Hehe. Im Jahr 2012 sprachen von den Über-Fünfjährigen 55 Prozent Swahili, sieben Prozent Swahili und Englisch, 37 Prozent waren Analphabeten. - Bildung: Im Schuljahr 2016/17 wurden in 117 Grundschulen 71.000 Kinder von 1200 Lehrern unterrichtet. Von den 27 weiterführenden Schulen im Distrikt wurden 24 staatlich und drei privat geführt. Von den 9000 Schülern in den staatlichen weiterführenden Schulen waren ungefähr gleich viele Jungen wie Mädchen, die Privatschulen besuchten 19 Schüler und 226 Schülerinnen. | Die zur Anzeige dieser Grafik verwendete Erweiterung wurde dauerhaft deaktiviert. Wir arbeiten aktuell daran, diese und weitere betroffene Grafiken auf ein neues Format umzustellen. (Mehr dazu) |
| Volkszählung | Einwohner |
| 1988 | 176.051 |
| 2002 | 253.602 |
| 2012 | 305.056 |
| 2022 | 403.247 |

- Gesundheit: Die medizinische Versorgung der Bevölkerung übernehmen ein Krankenhaus, vier Gesundheitszentren und 52 Apotheken. Der Prozentsatz der HIV-Infizierten ging von 3,9 im Jahr 2009 kontinuierlich auf 1,2 im Jahr 2014 zurück, um 2015 wieder auf 3 Prozent anzusteigen.[11]

| - Landwirtschaft: Die Landwirtschaft beschäftigt mehr als achtzig Prozent der Bevölkerung. Als Grundnahrungsmittel zur Eigenversorgung werden Mais, Hirse, Bohnen, Reis und Süßkartoffeln angebaut. Zur Verbesserung des Einkommens werden Erdnüsse, Zwiebeln, Sesam und Sonnenblumen verkauft. Die jährlichen Erträge schwanken stark. Der Grund dafür sind Dürren, die auch zu Lebensmittelknappheit führen können. Von den 66.000 Haushalten hielten 31.000 Haustiere, hauptsächlich Hühner, Ziegen und Rinder (Stand 2012). - Forstwirtschaft: Mpwapwa hat den größten Waldanteil aller Distrikte der Region. Mehr als zehn Prozent der Gesamtfläche sind nationale Waldreservate. Zusätzlich gibt es Aufforstungsprogramme, so wurden in den Jahren 2005 bis 2010 fast vier Millionen Bäume gepflanzt. Neben Bauholz und Brennholz wird vor allem Holzkohle erzeugt. - Gewerbe: Die meist kleinen Unternehmen sind Mühlen, Zimmereien, Schneidereien und Metallverarbeitungsbetriebe. - Bergbau: Im Distrikt gibt es die Bodenschätze Kupfer und Rubine, die jedoch nur in kleinem Maßstab abgebaut werden. | Die zur Anzeige dieser Grafik verwendete Erweiterung wurde dauerhaft deaktiviert. Wir arbeiten aktuell daran, diese und weitere betroffene Grafiken auf ein neues Format umzustellen. (Mehr dazu) |

- Eisenbahn: Durch Mpwapwa führt die Tanganjikabahn, die Daressalam mit Dodoma verbindet und weiter bis zum Tanganjikasee verläuft.[19]
- Straßen: Die wichtigste Straßenverbindung ist die asphaltierte Nationalstraße von Dodoma nach Daressalam, die den Distrikt durchquert.[20] Der Großteil der übrigen Straßen sind Erdstraßen und daher in der Regenzeit nur bedingt befahrbar.[21]

## Politik
In Mpwapwa wird alle fünf Jahre ein Distriktrat (District council) gewählt. Seit der Wahl im Jahr 2015 sind Vertreter von den sieben politischen Parteien CCM, CHADEMA, CUF, UPDP, NCCR-MAGEUZI, UDP und TLP im Distriktrat vertreten. Von den fünfzig Mitgliedern wurden 33 gewählt und 17 für vorgesehene Frauensitze ernannt. Vorsitzender des Rates ist George O. Fuime.

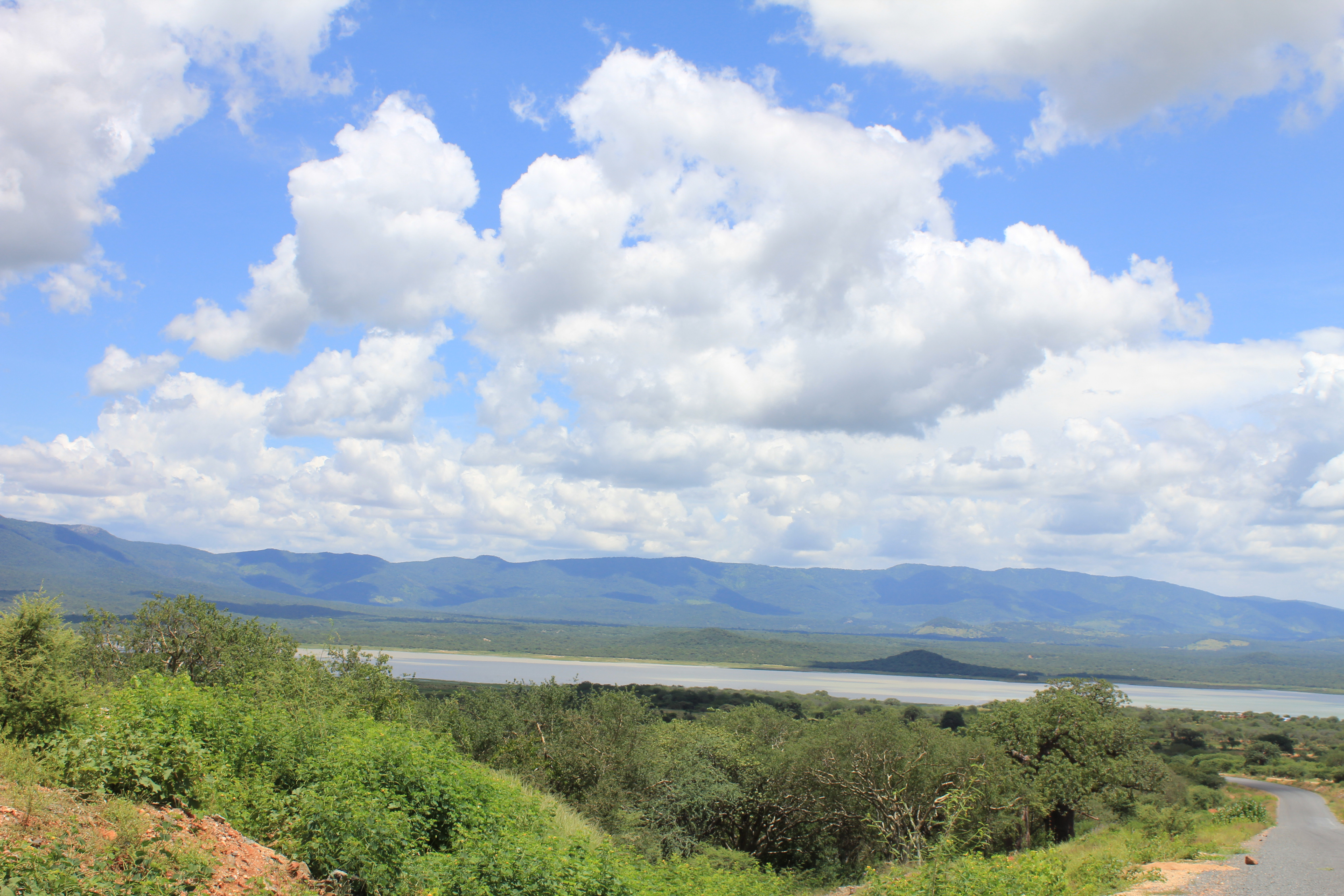
Mtera-Stausee

## Sonstiges
- Mtera-Stausee: Im Südwesten des Distriktes wurde der Fluss Ruaha schon im Jahr 1970 vierzig Meter hoch aufgestaut, um elektrische Energie zu erzeugen.[25]
- Mpwapwa ist seit 1991 Sitz eines anglikanischen Bischofs.[26]
- Wildreservat: Im Distrikt befindet sich ein 136 Quadratkilometer großes Wildreservat mit Elefanten, Giraffen und Zebras.[16]